# Мартин Луис Перл
Мартин Луис Перл (енгл. Martin Lewis Perl; Њујорк, 24. јун 1927 — Пало Алто, 30. септембар 2014) био је амерички физичар, који је 1995. године, добио Нобелову награду за физику „за откриће τ-лептона” и „за пионирски експериментални допринос физици лептона”.